# Wedekin Klingenberg

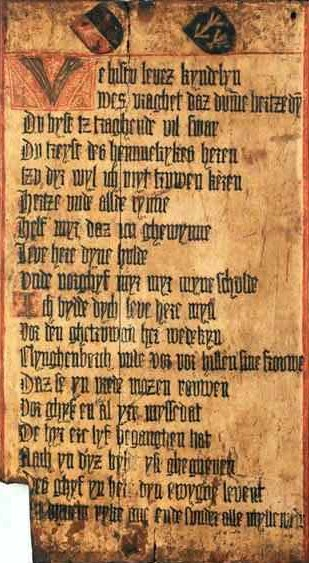
Fürbitttafel des Ratsherrn Wedekin Klingenberg und seiner Frau

Wedekin Klingenberg († 1350 in Lübeck) war Ratsherr der Hansestadt Lübeck.

## Leben
Wedekin von Klingenberg war der Enkel des Lübecker Ratsherrn Wedekin von Reval. Er gehörte dem Lübecker Rat von 1344 bis 1350 an.
Er war mit Hille (Hildegund), einer Tochter des Lübecker Ratsherrn Hinrich von Bochholt verheiratet und mit dem Lübecker Ratsherrn Hermann Warendorp verschwägert. Er bewohnte das Haus seines Großvaters in der Mengstraße 12. Der Lübecker Bürgermeister Goswin Klingenberg war sein Sohn, auch der Enkel Johann Klingenberg wurde Bürgermeister der Stadt.
Die um 1350 entstandene Fürbitttafel der Eheleute Klingenberg befand sich einst in der Lübecker Marienkirche und heute im St. Annen Museum. Die Tafel enthält auf Eichenbalken geschrieben ein Gedicht in deutscher Sprache, in dem der Heilige Christophorus Fürbitte tut für das Paar, das das große Wandgemälde des Heiligen an der Mittelschiffsseite des zweiten Langhaus-Südpfeilers der Marienkirche hatte anbringen lassen. Dieses Gemälde wurde Anfang des 18. Jahrhunderts durch das Epitaph des Johann Ritter verdeckt.